# Josef Kassin
Josef Kassin (* 13. Juli 1796 in Villach; † 14. November 1871 Untere Fellach, heute Stadt Villach) war ein österreichischer Unternehmer und Politiker. Er bekleidete von 1838 bis 1846 sowie von 1861 bis 1865 als Oberrichter bzw. Bürgermeister das Amt des Villacher Stadtoberhauptes und war von 1862 bis 1866 Abgeordneter des Kärntner Landtages.

## Familie
Kassin war der Sohn des Getreidehändlers und Hausbesitzers Josef Kassin (* 1765) und dessen Ehefrau Maria geb. Pichler (* 12. Januar 1770). Er heiratete am 27. September 1831 in erster Ehe Theresia Poglitsch (* 22. Februar 1791; † 15. Oktober 1849). Die Ehe blieb kinderlos. Am 27. August 1850 heiratete er in zweiter Ehe Maria Ortner (* 15. Mai 1829). Aus dieser Ehe gingen zwei Töchter und ein Sohn, der jung starb, hervor.

## Wirken
Kassin wurde 1838 als Oberrichter mit der Villacher Stadtverwaltung betraut, er hatte dieses Amt bis 1846 inne. Die städtische Selbstverwaltung war in der vom Absolutismus geprägten Epoche des Biedermeier sehr eingeschränkt, das Amt des Bürgermeisters existierte namentlich nicht. Nach der Revolution von 1848/1849 wurde von Franz Joseph I. ein Gemeindegesetz erlassen, welches die kommunale Selbstverwaltung einführte und damit das Bürgermeisteramt nach heutigem Verständnis schuf. In Nachfolge des damit ersten „modernen“ Bürgermeisters Paul Hauser bekleidete Kassin zwischen 12. Februar 1861 und September 1865 erneut das Amt des Stadtoberhauptes. Am 4. September 1865 reiste Kassin überraschend nach Tüffer (das heutige Laško) ab und hinterließ dem Villacher Gemeinderat ein Schreiben, wonach er wegen seines vorgerückten Alters und seiner Privatgeschäfte das Amt mit sofortiger Wirkung niederlege. Er ließ ein ihm nachgesendetes Telegramm mit der Bitte, das Amt wenigstens bis zu seiner Rückkehr innezubehalten, unbeantwortet und wies auch ein späteres persönliches Bittgesuch des Gemeinderates, das Amt weiterzuführen, zurück. Infolgedessen wurde Johann Baptist Zozzoli zu seinem Nachfolger gewählt.
Neben seinem Bürgermeisteramt war Kassin auch auf Landesebene politisch aktiv. Gemeinsam mit seinem Amtskollegen Paul Hauser gehörte er 1848 zu den Vertretern Villachs im neu konstituierten (und kurzlebigen) Ständischen Provisorischen Landtag. Am 29. November 1862 wurde er infolge einer Nachwahl als Nachfolger von Maximilian Mathis von Treustadt Abgeordneter des nunmehr regulär tagenden Landtages, er behielt dieses Mandat bis zum 12. November 1866 bei. Als Nachfolger wurde Josef Luggin am 17. November 1866 nachgewählt und am 24. November 1866 angelobt.
Im Juni 1866 entging Kassin knapp dem Tod, als er bei einer Besichtigung seiner Besitzungen über das Ufer der Gail abstürzte und erst nach einigen Stunden bewusstlos im Schlamm gefunden wurde. 1869 erwarb der unternehmerisch tätige Kassin Ignaz Obersteiner's Hammer und Walzwerk. in Fellach, die Firma ging jedoch 1871 in Konkurs.